# دانيال أهومادا
دانيال أهومادا (بالإسبانية: Daniel Ahumada)‏ هو لاعب كرة قدم تشيلي في مركز الدفاع، ولد في 2 فبراير 1960. شارك مع منتخب تشيلي لكرة القدم. أما مع النوادي، فقد لعب مع هواتشيباتو.

## وصلات خارجية
- دانيال أهومادا على موقع الاتحاد الدولي (مؤرشف)  (الإنجليزية)
- دانيال أهومادا على موقع ناشيونال فوتبول تيمز (الإنجليزية)
- دانيال أهومادا على موقع عالم كرة القدم.نت (الإنجليزية)
- دانيال أهومادا على موقع أوليمبيديا (الإنجليزية)